# Gara Vulcan

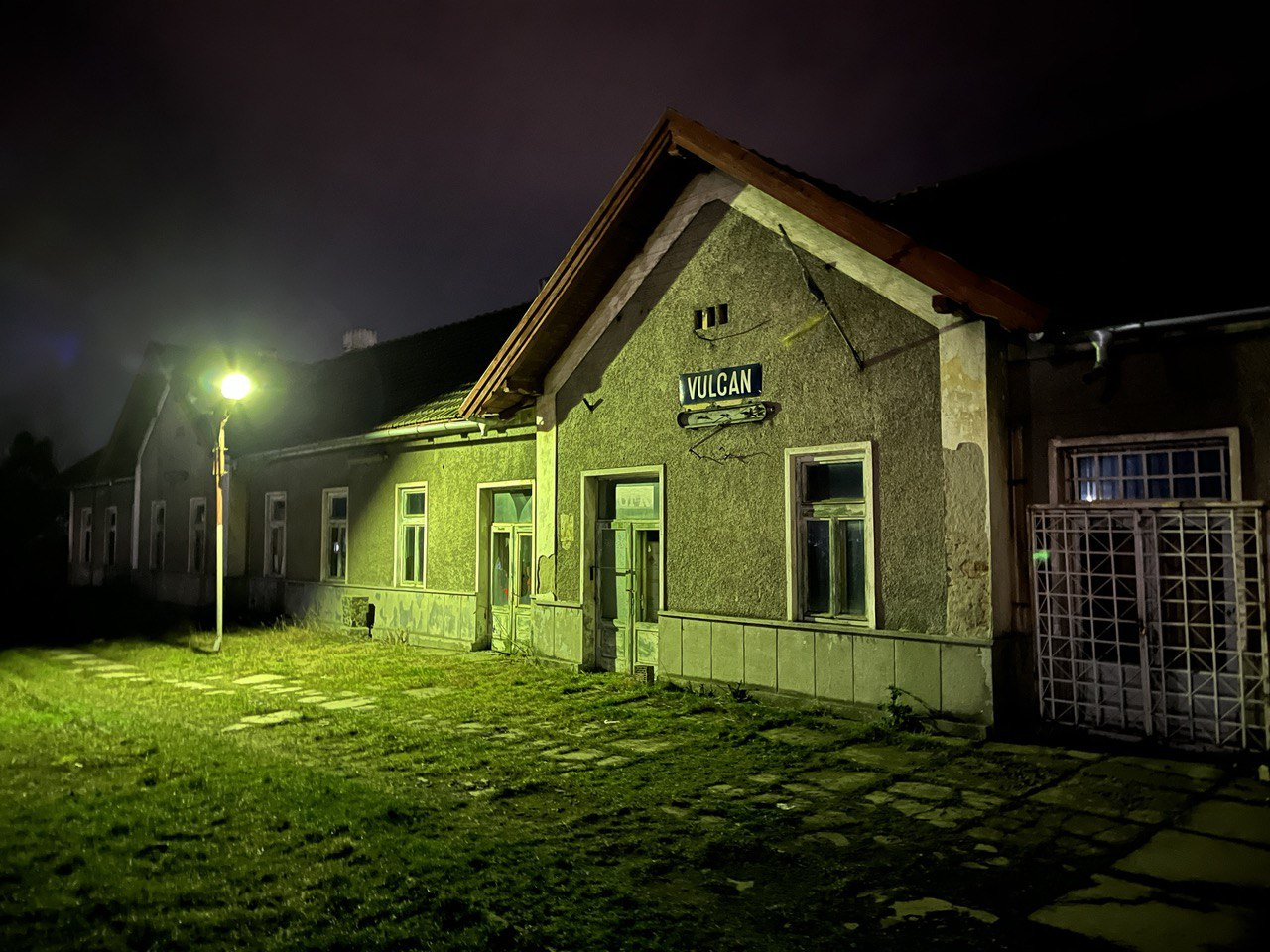
Gara Vulcan

Gara Vulcan este o gară ce servește orașul Vulcan, Hunedoara, România și este situată pe linia 214 Livezeni-Lupeni. Gara a fost deschisă traficului de călători până în anul 2015. Începând cu anul 2023 traficul feroviar a fost închis definitiv, inclusiv pentru trenurile de marfă.